# Cheilolejeunea gaoi
Cheilolejeunea gaoi là một loài Rêu trong họ Lejeuneaceae. Loài này được R.L. Zhu, M. L. So & Grolle mô tả khoa học đầu tiên năm 2000.